# Luc Brisson
Luc Brisson (Saint-Esprit, 10 de março de 1946) é um historiador da filosofia canadense (e de 1986 também francês) e antropólogo da antiguidade. Ele é diretor emérito de pesquisa do CNRS na França e é considerado por alguns de seus colegas e estudantes o maior estudioso contemporâneo do platonismo.

## Vida
Brisson nasceu em uma pequena vila agrícola em Quebec, em 1946. Toda a sua educação foi recebida nas escolas, seminários e universidades administradas com quadros de funcionários eclesiásticos do Quebec. No final dos anos sessenta, ingressou no movimento geral dos estudantes de Quebec para Paris, onde realizou uma tese sobre o Timeu de Platão, sob a direção de Clémence Ramnoux, na Paris X Nanterre. Durante 1971-1972, foi pesquisador visitante no Balliol College, Oxford. Seus estudos incluem vários anos de sânscrito. Após a conclusão de sua tese de Ph.D., e com o apoio de Jean Pépin, que compartilhou seu interesse no antigo tratamento do mito, Brisson foi anexado ao CNRS em 1974. Em 1975, ele recebeu o Prêmio Zographos por seu comentário sistemático sobre Timeu, Le Même et L'Autre dans la structure ontologique du Timée de Platon.
Apesar de seus interesses filosóficos mais amplos, ele diz que "posso ser definido como 'um historiador da filosofia', cujo domínio de pesquisa é Platão e Platonismo". Seu trabalho histórico inclui vários estudos sobre o neoplatonismo, incluindo novas traduções para o francês de Plotino.
O alcance e a quantidade de publicações de Brisson tem sido muito grande, mas o tópico da relação entre mito e razão dominou. Em casa nem no Quebec nem na França, Brisson se sente como uma espécie de "nômade" platônico. Para ele, como para Pierre Hadot, a filosofia é "um exercício espiritual destinado a transformar a vida do indivíduo que se entrega a ela".

## Obras

### Traduções para o inglês
- Inventing the Universe: Plato's Timaeus, the Big Bang, and the Problem of Scientific Knowledge, Albany: State University of New York Press, 1995.
- Plato the Myth Maker, Chicago: University of Chicago Press, 2000.
- Sexual ambivalence: Androgyny and Hermaphroditism in Graeco-Roman Antiquity, Berkeley: University of California Press, 2002.
- How Philosophers Saved Myths: Allegorical Interpretation and Classical Mythology, University of Chicago Press, 2008.
- Plato's Philebus: selected papers from the Eighth Symposium Platonicum, com John M. Dillon, Sankt Augustin: Academia, 2010.
- Dialogues on Plato's Politeia (Republic): selected papers from the Ninth Symposium Platonicum, with Noburu Notomi, Sankt Augustin: Academia Verlag, 2013.
- Neoplatonic Demons and Angels, Leiden/Boston: Brill, 2018.

### Obras originais em francês
- Le mythe de Tirésias, essai d’analyse structurale, Leiden, Brill, 1976
- Éros, París, Flammarion, 1980
- Lectures de Platon. Paris, J. Vrin, 2000. ISBN 2-7116-1455-7.
- Orphée et l’orphisme dans l’Antiquité greco-romaine, Londres, Variorum, 1995
- Puissance et limites de la raison. Le probleme des valeurs, Paris, Les Belles Lettres, 1995, with Walter Meyerstein
- Poèmes magiques et cosmopologiques / Orphée, Paris, Les Belles Lettres, 1995
- Le sexe incertain: androgynie et hermaphrodisme dans l’antiquité gréco-romaine, Paris, Les Belles Lettres, 1997.
- Matière et devenir dans les philosophies anciennes, Paris, Presses Universitaires de France, 2003, volume conjunto.
- Etudes platoniciennes VI, Paris, Les Belles Lettres, 2004, com Jean-François Pradeau.
- Lectures de Platon, Paris, Vrin, 2000.
- Platon 1990-1995: Bibliographie, Paris, J. Vrin, 1999. ISBN 2-7116-1412-3ISBN 2-7116-1412-3, with Frédéric Plin.
- Introduction a la Philosophie du mythe I et II, Paris, Vrin, 1997–2000, with Christoph Jamme.
- Les écrits socratiques de Xénophon, Paris, Presse Universitaire de France, 2004.
- Platon 1995-2000: Bibliographie, Paris, J. Vrin, 2007. ISBN 2-7116-1698-3ISBN 2-7116-1698-3, with B. Castelnerac and F. Plin.
- Le même et l'autre dans la structure ontologique du Timée de Platon. Un commentaire systématique du Timée de Platon, Paris, Klincksieck, 1974 (4th edn, com uma bibliografia adicionada 1998–2015, Sankt Augustin Academia Verlag, 2015).

Veja o artigo da Wikipedia em francês para obter uma lista abrangente.

### Traduções de Platão
- Lettres, Paris, Flammarion, 1987. (GF; 466).
- Apologie de Socrate. Criton, 3rd ed., Paris, Flammarion, 2005. ISBN 2-08-070848-1ISBN 2-08-070848-1.
- Timée. Critias; 2nd ed., Paris, Garnier-Flammarion, 1995. ISBN 2-08-070618-7ISBN 2-08-070618-7.
- Parménide, Paris, Garnier-Flammarion, 1994. ISBN 2-08-070688-8ISBN 2-08-070688-8.
- Le banquet, 4th ed., Paris, Flammarion, 2005. ISBN 2-08-070987-9ISBN 2-08-070987-9.
- Phèdre, 6th ed., junto com La pharmacie de Platon by Jacques Derrida. Paris, Flammarion, 2004. ISBN 2-08-070488-5ISBN 2-08-070488-5.
- Le politique, Paris, Flammarion, 2003. (ISBN 2-08-071156-3, com Jean-François Pradeau.
- Les lois. I-VI, Paris, Flammarion, 2006. ISBN 2-08-071059-1ISBN 2-08-071059-1 com Jean-François Pradeau.
- Les lois. VII-XII; Paris, Flammarion, 2006. ISBN 2-08-071257-8ISBN 2-08-071257-8, com Jean-François Pradeau.
- Œuvres complètes em um volume, Luc Brisson (ed.), Flammarion, 2011. ISBN 978-2-0812-4937-0ISBN 978-2-0812-4937-0.
- Apologie de Socrate, Criton: traductions, introductions, notes, chronologie et bibliographies (5th corrected and updated edn), Flammarion, 2017. ISBN 978-2-0814-1602-4ISBN 978-2-0814-1602-4